# 洪川镇
洪川镇，是中华人民共和国四川省眉山市洪雅县下辖的一个乡镇级行政单位。

## 行政区划
洪川镇下辖以下地区：
第一社区、第二社区、第三社区、第四社区、第五社区、柳街村、新村、菜地坎村、祝河坎村、曲沿村、葛树坪村、桐梓岗村、共同村、新庙村、石庙村、祝山村和黄村。